# Deltote micronephra
Deltote micronephra is een vlinder van de familie van de uilen (Noctuidae). De wetenschappelijke naam van deze soort is voor het eerst voorgesteld als Lithacodia micronephra door George Francis Hampson in een publicatie uit 1910. De spanwijdte bedraagt 22 millimeter.
De soort komt voor in Papoea-Nieuw-Guinea.